# Themus nepalensis
Themus nepalensis là một loài bọ cánh cứng trong họ Cantharidae. Loài này được Hope miêu tả khoa học năm 1831.